# 이규석 (성우)
이규석(1973년 3월 16일 ~ )은 한국의 남자 성우다. 1999년 KBS 27기 공채 성우로 데뷔했다.

## 출연작

### 애니메이션
- 굴뚝마을의 푸펠 (영화) - 토시야키
- 러키☆스타(애니박스) - 이즈미 소지로
- Yes! 프리큐어5/Yes! 프리큐어5 gogo!(챔프) - 카와리노, 카와리노 닮은 남자
- 디지캐럿(챔프)
- 원피스(KBS) - 하찌
- 재키 찬 어드벤처(애니맥스) - 빨간 안경
- 오! 나의 여신님(애니맥스)
- 사이보그 009(애니맥스) - 008(푼마)
- 졸업 - 세일러 빅토리(애니맥스)
- 침묵의 함대(애니박스) - 카이에다
- 개그만화 보기 좋은 날(애니박스)
- 이상한 나라의 지니(EBS)
- 원피스 스폐셜:3D 2Y(투니버스) - 엠포리오 이반코프, 세바스찬

### 특수촬영 드라마
- 가면라이더 블레이드(챔프) - 아이카와 하지메(모리모토 료지), 미카미 료 역
- 가면라이더 디케이드(챔프) - 하지메 역

### 영화/외화
- 엘 시크레토: 비밀의 눈동자(KBS) - 고메즈(하비에르 고디노)
- 로스트(KBS) - 권진수(대니얼 대 킴) 역 / 다니엘 패러데이(제레미 데이비스) 역
- 폰 부스(KBS) - 콜 경사(리처드 T. 존스) 역
- 야마카시(KBS) - 우스망(얀 나우트라)
- 야마카시 2(KBS) - 얀(얀 나우트라) / 수도승(수정노)
- 블라인드 가이(KBS) - 제이(푸치 홀) / 리자의 아버지(이크발 테바)
- 대지의 기둥(KBS) - 레미기우스(아나톨 타우브만) 역
- 테이큰(KBS) - 버니 해리스(데이빗 워쇼프스키) / 마르코(아르벤 바즈락타라자) 역
- 디어 마이 베이비(KBS) - 저스틴(올랜도 실) 역
- 화성아이, 지구아빠(KBS) - 경찰(피터 제임스 브라이언트) / 야구해설(사이먼 하야마) 역
- 고야의 유령(KBS) - 앙헬(유나 유가데) / 경비원 / 술집 손님 / 프랑스 군인
- 신부와 편견(KBS) - 위컴(다니엘 길리스) 역
- 럭키 넘버 슬레븐(KBS) - 보스의 부하(도리안 미식) / 브리코스키의 동료 경찰(피터 아우터브리지) / 맥스의 삼촌
- 달려라 조니(KBS) - 제프리(페디 누릴) / 조감독(로알 수라파장) / 영화 관람객(윈키 위르자완)
- 굿바이 만델라(KBS) - 브렌트(실로 헨더슨) / 경찰 / 라디오 방송 / 도서관 직원 / 만델라의 동료 죄수
- 리멤버 타이탄(KBS) - 줄리어스(우드 해리스) 역
- 조지 클루니의 표적(KBS) - 치노(루이스 구즈만) 역
- 웰컴 미스터 맥도날드(KBS) - 조수1(가지와라 젠) 역
- 엽문 2(KBS) - 서장(찰스 메이어)
- 포인트 블랭크(KBS) - 만사르(비르길 브램리) / 서장(그레구아르 보넷) 역
- 아문센(KBS) - 피자배달부 역
- 콜드 케이스(KBS) - 토드 역
- 고스트 앤 크라임(KNN)
- 호텔 바빌론(KBS) - 피트(크레그 켈리) 역
- 천방지축(KBS)
- 지옥의 묵시록 : 리덕스(KBS)
- 적인걸: 측천무후의 비밀(KBS) - 노인(왕덕순) / 장군(황영강)
- 파르나서스 박사의 상상극장(KBS) - 술 취한 남자(리차드 리델/브루스 크로포드) / 러시아인 두목(레이 쿠퍼)
- 그레이시 스토리(KBS) - 클라크(앤드루 슈) 역
- 라 비 앙 로즈(KBS) - 에디트의 남편(로랑 올메도) / 서커스 단원(올드리치 후리흐) / 레스토랑 웨이터(올리비에 라우) / 에디트의 메니저
- 말할 수 없는 비밀(KBS) - 체육 선생님(황간동)
- 제17 포로수용소(KBS) - 프라이스(피터 그레이브스) 역
- 장고(KBS) - 조나단(지나 퍼니스)
- 보리밭을 흔드는 바람(KBS) - 스테디 보이(아이던 오하레) / 영국 군인(마크 웨이켈링)
- 21그램(KBS) - 소년(닉 니콜스) / 의사(톰 어윈)
- 코렐리의 만돌린(KBS)
- 하나 그리고 둘(KBS) - 기자 역
- 웰컴(KBS) - 조란(셀림 악굴) 역
- 시몬(KBS) - 행크(엘리어스 코티스) 역
- 타임라인(KBS)
- 라이딩 위드 보이즈(KBS)
- 다크 블루(KBS)
- 역(KBS)
- 더블 로맨스(KBS)
- 엑스페리먼트(KBS) - 라스(필립 호크메어) / 렌젤(라르스 가트너)
- 바라바(KBS)
- 사이더 하우스(KBS) - 잭(에반 파크) 역
- 블랙 호크 다운(KBS) - 갈렌타인(그레고리 스포레더) / 워델(이안 버고) 역
- 더 원(KBS) - 경찰(고성원) / 의사(론 짐머만)
- 에블린(KBS) - 아나운서 역
- 늑대의 후예들(KBS) - 약탈자(스테판 피오프트)
- 15분(KBS) - 경찰서장(제임스 혼디) / 소방서장
- 니벨룽겐의 반지(KBS) - 토르길트(랄프 묄러) / 지그프리드의 아버지(레오나르드 모스)
- 칠검(KBS) - 동락(척관군)
- 레슬링 소년 제이스(EBS)
- 꼬마돼지 베이브(SBS)
- 007 죽느냐 사느냐(KBS)
- 007 골든아이(KBS)
- 압솔롬 탈출(KBS)
- 삼국지(KBS) - 정욱 역
- 여총리 비르기트(CNTV) - 라스 헤셀보우(소렌 스패닝) / 토벤(TV1 보도국 팀장)
- 와신상담(EBS) - 문종 역
- 쓰리 킹즈(KBS) - 월터(제이미 케네디)
- 피막(KBS) - 터(나따퐁 차르트퐁) 역
- 언더커버(KBS) - 할리데이(마크 보너)
- 제로 톨러런스(KBS)
- 스포트라이트 (KBS) - 사비아노(닐 허프) / 샤샤의 남편(듀앤 머레이) / 학교 교직원(팀 프로고시)
- 영광의 아이들(KBS) - 연치(졸트 후사르)
- 미션 임파서블: 폴아웃(KBS) - 닐스 델브룩(크리스토퍼 요너)
- 터미널(KBS) - 웨일린(코리 레이놀즈)
- 이브닝(KBS) - 루크(에번 모스배크랙) / 레이(척 쿠퍼)

### 방송
- 동물의 세계(KBS)
- 재미있는 TV천국(SBS)
- VJ클럽(KBS)
- 대단한 가족(KBS)
- 이것이 인생이다 (KBS)
- TV는 사랑을 싣고(KBS)
- TV쇼 진품명품(KBS)
- TV클리닉 당신의 건강은?(KBS)
- 행복충전(MBC)
- 한수진의 선데이클릭(SBS)
- 공감! 정훈콘서트(국방TV)
- 다큐프라임 <슬픈 늑대> (EBS)

### 라디오
- 환타지 특급 - 드래곤 라자(KBS) - 드워프(엑셀핸드)
- KBS 무대 10년(지상에서 영원으로)(KBS)
- KBS 무대 10년(황혼 블루스)(KBS)
- KBS 무대 10년(돌아온 봄날)(KBS)
- KBS 무대 10년(동행)(KBS)
- 라디오 여행기(황금소로에서 길을 잃다)(KBS 제3라디오)
- 라디오 여행기(장소의 의미)(KBS 제3라디오)
- 라디오 여행기(섬, 내가 섬이 되는 섬)(KBS 제3라디오)

### 게임
- 진·삼국무쌍 (손권)